# Mladen Pantić
Mladen Pantić (in serbo Младен Пантић?; Belgrado, 31 luglio 1982) è un cestista serbo.

## Carriera
Cresciuto nelle giovanili dello Železnik, ha fatto parte della squadra nazionale jugoslava Juniores, con cui ha giocato nel 2002 i Campionati europei maschili di pallacanestro Under-20. Pantić ha anche giocato nella Serbia e Montenegro universitaria, medaglia d'oro alle Universiadi del 2003 svoltesi a Taegu, in Corea del Sud.
Ha vinto con lo Železnik nel 2005 e nel 2007 la Coppa di Serbia e nel 2006 la ABA Liga. Nel 2008 ha vinto il campionato tedesco nelle file dell'Alba Berlino.
Nel 2017, è stato ingaggiato dal club macedone Kavadarci per poi tornare in Serbia nello Zlatibor. Dal 2018 gioca nella massima serie della Bosnia Erzegovina nella squadra di Bratunac.

## Palmarès
- Campionato tedesco: 1

Berlino: 2007-08
- Coppa di Serbia e Montenegro: 1

FMP Železnik: 2005
- Coppa di Serbia: 1

FMP Železnik: 2007